# Habbo
Habbo (även känt som Habbo Hotel) är en ungdomscommunity som ägs och drivs av det finska företaget Sulake. Tjänsten finns idag på totalt 11 språk, med användare från över 150 länder. Över 200 miljoner konton är skapade världen över och varje månad besöker över 5 miljoner tonåringar communityn. Det svenska hotellet stängde 29 april 2015, det hade under sin bästa tid runt 80 000 besökare.
Användarna av tjänsten representeras av avatarer (eller Habbos, Habbor) som manövreras i en virtuell hotellmiljö. Användarna kan gå runt i offentliga utrymmen, bygga rum, delta i tävlingar, chatta med vänner, byta möbler och skriva i forum. Möblerna som finns tillgängliga i spelet måste köpas för en virtuell valuta som kallas "Habbo-mynt" som i sin tur måste köpas för riktiga pengar. Betalningsmöjligheter fanns tillgängligt via kreditkort, betalsamtal och SMS. Sedan december 2011 finns även förbetalda kort, så kallade Habbo Game Card som finns att köpa på 7-Eleven och Pressbyrån.
Habbo har en nedre åldersgräns på 12 år, är man under 15 behövs dock förälders kontaktuppgift för att slutföra registreringen enligt användarvillkoret.
Den 27 januari 2015 meddelades att den svenska respektive danska och norska versionen av Habbo läggs ned och att moderatorerna från det franska, italienska och tyska hotellet kommer att ersättas med moderatorer anställda av Sulake istället för inhyrda moderatorer. Habbo Sverige, Danmark och Norge lades ned den 29 april 2015.

## Habbo Sverige
Den svenska versionen av Habbo Hotel öppnade den 16 december 2003 och blev därmed det sjunde landet att få en språkversion av Habbo. Hotellet blev snabbt populärt som internetcommunity bland svenska tonåringar och hade ofta flera tusen användare online samtidigt mellan 2004 fram till 2010. Hotellets team bestod av en handfull moderatorer som jobbade i skift och en personalgrupp kallad "Habbo Staffs" som anordnade events, ordnade olika besök och producerade det mesta av innehållet på hemsidan, främst olika sorters nyheter. Efter 2011 minskade sidans popularitet betydligt och vid 2014 låg antalet Habbos online kring 200. Den 27 januari 2015 meddelades att den svenska respektive danska och norska versionen av Habbo läggs ned. Orsaken var tuffa marknadsregler på den nordiska marknaden och svårigheter med att moderera hotellet.  Habbo Sverige, Danmark och Norge lades ned den 29 april 2015.

## Moderatorerna
Moderatorerna är personal som är anställda av Sulake att moderera hotellen, tidigare anställdes moderatorerna av företaget men för att spara kostnader hyrdes bemanningsföretaget "Interaktiv Säkerhet" in för att moderera hotellet.
Habbo har en åldersgräns på 13 år. Det fanns en regellinje som kallades för "Habboprincipen", där man fick läsa igenom en lista över saker man fick och inte fick göra inne på Habbo.

## Kritik
- Konsumentverket har fått in anmälningar från föräldrar och efter det kritiserat Habbo för att det inte finns någon riktig kontroll för inköpen av "Habbo-mynt", valutan som används för köp av tjänsterna på webbplatsen, och att maxgränsen för köp är för hög.[9]

- TV-programmet Plus har tagit upp ett fall där en tioåring utan tillåtelse ringt upp över 2 000 kr från sina föräldrars hemtelefon. En krönikör i Göteborgs-Posten anser att sajten försöker lura av barn pengar, men i dessa fall har pengarna återbetalats.

- 30 januari 2008 tog TV-programmet REA på SVT upp Habbo, där en elvaårig pojke menade att han blivit lurad på sina pengar då han köpt låtsasmöbler, utan tillåtelse av sina föräldrar.

- En artikel i Dagens Nyheter tog upp ett fall där en 13-åring fått en mobilräkning på 35 000 kronor efter användande av sajten utan målsmans tillstånd.[10]

- Den 22 mars 2010 publicerade Aftonbladet en undersökning gjord av Medierådet, som visar ett flertal osäkra barn- och ungdomssajter, bland annat Habbo som hamnar bland de tveksamma webbplatserna med kommentaren "brist på säkerhet i forumen".[11]

- Den 26 oktober 2010 tog barnprogrammet REA upp Habbo då en 11-åring fått en telefonräkning från Habbo på 2000 kronor. Konsumentverkets kom efter att ha granskat sajten fram till att den bröt mot lagen.[12]

- Den 16 februari 2012 beslutade Sulake, skaparna av Habbo att avskeda 25 % av arbetskraften, alla lokala verksamheter stängdes, och även Habbo Sveriges, Norges och Danmarks kontor, som ligger i Köpenhamn, stängdes. Det innebar att NordicLight, som hon heter på Habbo, lämnade sitt ansvar för Svenska Habbo, och det skapade en orolig stämning på Habbo. I oktober hade Habbo Sverige förlorat 4/5 av sina medlemmar sedan den 16 februari.[13]

- Den 12 juni 2012 uppmärksammade den brittiska tv-kanalen Channel 4 Habbo och enligt deras undersökning skulle det ha pågått sexuella chattar, virtuella strippshower och cybersex på sidan.[14] Även ett antal pedofiler uppmärksammades under undersökningsperioden. Detta ledde till stor internationell uppmärksamhet av spelet som i sin tur innebar att Sulake, företaget bakom Habbo, var tvungen att tillfälligt avaktivera alla chattfunktioner på sidan tills det att en intern utredning samt åtgärder tagits mot säkerheten. [15]